# 第四世达赖喇嘛
云丹嘉措（1589年—1616年），第四世达赖喇嘛，是蒙古人俺答汗的曾孙，乞庆哈的孙子，苏密尔岱青的儿子。成吉思汗的后代，也是唯一的非藏族达赖喇嘛（六世达赖喇嘛仓央嘉措是门巴族人，但门巴族可以视为藏族的一支）。
他生于内蒙古土默特部王族，在第三世达赖喇嘛圓寂后，經過甘丹寺、哲蚌寺、色拉寺查訪，被確認為達賴轉世靈童。明神宗萬曆三十年（1602年），由三大寺派人迎到西藏，次年在藏北熱振寺舉行坐床典禮，到哲蚌寺學經，以甘丹赤巴班覺嘉措為師，受沙彌戒，取名云丹嘉措。萬曆三十五年（1607年），回到扎什倫布寺向住持羅桑曲結堅贊學經，後來返回色拉寺、哲蚌寺。萬曆四十二年（1614年），第四世班禅额尔德尼在哲蚌寺為云丹嘉措授比丘戒。云丹嘉措就任哲蚌寺、色拉寺堪布。他派頓月曲青嘉措到青海建立佑寧寺（郭隆寺），为青海建显教僧院之始。萬曆四十四年（1616年）十二月十五，在哲蚌寺圓寂，一说被藏巴汗派人害死，也使得蒙古的軍隊駐紮到了前藏地區，讓格魯派暫時免於受到其他包含薩迦派與噶瑪噶舉派(紅帽派)的排擠，使得格魯派能夠有一個傳教的空間。